# Tuomijärvi (sjö i Joensuu, Norra Karelen)
Tuomijärvi är en sjö i kommunen Joensuu i landskapet Norra Karelen i Finland. Den är 11,4 meter djup. Arean är 35 hektar och strandlinjen är 4,49 kilometer lång. Sjön  ingår i Vuoksens huvudavrinningsområde.   Den ligger omkring 29 kilometer öster om Joensuu och omkring 400 kilometer nordöst om Helsingfors. 